# Camden Richter
Camden Richter (1998) es una deportista hongkonesa que compitió en triatlón. Ganó una medalla de bronce en el Campeonato Asiático de Triatlón de 2016 en la prueba de relevo mixto.

## Palmarés internacional
| Campeonato Asiático | Campeonato Asiático | Campeonato Asiático | Campeonato Asiático |
| Año                 | Lugar               | Medalla             | Prueba              |
| ------------------- | ------------------- | ------------------- | ------------------- |
| 2016                | Hatsukaichi (Japón) | Medalla de bronce   | Relevo mixto        |